# Kis jácintara
A kis jácintara (Anodorhynchus leari), korábban kobaltkék ara vagy Lear-ara, a madarak osztályának papagájalakúak (Psittaciformes) rendjébe és a papagájfélék (Psittacidae) családjába tartozó faj.

## Előfordulása
Brazília területén honos. A természetes élőhelye száraz erdők.

## Megjelenése
Testhossza 70–75 centiméter. Általános megjelenése hasonlít a nagy jácintaráéra, de kisebb. Teste, szárnyai és farka sötétkék, feje sötétebb árnyalatú. Fekete csőre tövénél található egy világossárga bőrfolt; lába sötétszürke.

## Életmódja
Tápláléka legfőkép dióból áll. Egy nap átlagosan 350 diót eszik meg. Átlagos élettartama 30–50 év.

## Szaporodása
Fészkének a homokos talajba kapar egy mélyedést. Párzási időszaka  februártól áprilisig tart. Fészekalja általában 2 tojásból áll.

## Természetvédelmi helyzete
Egyedszáma 250–999 között lehet. A Természetvédelmi Világszövetség Vörös listáján veszélyeztetett fajként szerepel.

## Külső hivatkozások
- Képek az interneten a fajról
- Internet Bird Collection - videók a fajról
- Xeno-canto.org - a faj hangja és elterjedési területe